# Деколонг, Иван Александрович
Иван (Иоганн) Александрович Деколонг (Клапье-де-Колонг, Clapier de Colongue) (1719—1789) — командующий (с 1771 г.) войсками Сибирских пограничных линий, генерал-поручик.

## Биография
Происходил из лифляндских дворян, потомок французских переселенцев из Прованса. Сын Александра Клапье-де-Колонга и Анны Софии Каден. В военную службу вступил в 1733, являлся младшим офицером в инженерных частях, в 1740—1744 обучался в Инженерной роте, откуда был уволен «по слабости здоровья и за неспособностью к наукам». Позднее Деколонг продолжал служить в военно-инженерных войсках, был при сооружении крепостей Кизлярской пограничной дистанции на Северном Кавказе. В 1757—1763 участвовал в Семилетней войне, в 1759 стал полковником, в 1763 — генерал-майором. С того времени он служил комендантом Ишимской и Тобольской дистанций, в 1768—1771 участвовал в боевых действиях русского экспедиционного корпуса против польских конфедератов. Указом Екатерины II от 30 мая 1771 Деколонг был назначен командующим Сибирским корпусом и произведён в чин генерал-поручика.
С середины октября 1773 Деколонг занимался отправкой сибирских гарнизонных команд на подавление Пугачёвского восстания в Оренбургской губернии. В начале января 1774 он сам пустился в путь с двумя лёгкими полевыми командами (до 1200 чел.) к Челябинску, но действовал против пугачёвских отрядов неудачно и вынужден был город оставить, отойдя с боями в Сибирь. В феврале — начале апреля того года его войскам удалось подавить очаги повстанческого сопротивления в Зауралье и Западной Сибири.
С середины апреля Деколонг проводил карательные рейды против восставших в восточной части Оренбургской губернии, однако действовал в своей манере — медлительно и малоинициативно, в связи с чем в Военной коллегии обсуждался вопрос о его смещении и замене более энергичным военачальником. Лишь после того, как удалось нанести поражение пугачевскому войску в битве 21 мая 1774 у Троицкой крепости, воинская его репутация несколько упрочилась, и он был оставлен на своем посту.
Пушкин А. С. в «Замечаниях о бунте» отнёс Деколонга к числу тех служивших в России иностранцев («немцев»), которые, имея генеральские и бригадирские чины (Рейнсдорп, Брант, Кар, Фрейман, Валленштерн, Билов, Корф и другие), действовали против Пугачёва «слабо, робко, без усердия». По указу Екатерины II от 28 мая 1777 Деколонг был уволен в отставку. Умер на родине, похоронен в Онтике Эстляндской губернии.
Генерал упоминается Пушкиным в архивных заготовках к «Истории Пугачёва», самом тексте «Истории» и черновых фрагментах её рукописи. Сведения о нём содержатся в «Летописи» П. И. Рычкова и записках М. Н. Пекарского.